# Jules-Émile Alaux
Jules-Émile Alaux, född 11 januari 1828 i Lavaur, Tarn, död 1903, var en fransk filosofisk skriftställare.
Alaux var verksam som lyceilärare i Paris, Nice, Neuchâtel och Alger. Han var en självständig tänkare, med nitälskan för filosofins föryngring och religionens omdaning till en levande kulturmakt. Bland hans skrifter märks La raison (1860), La religion progressive (1869), De la métaphysique considérée comme science (1879), Problème religieux du XIX:e siècle (1890), Philosophie morale et politique (1894) och Théorie de l'âme humaine (1895). Alaux skrev även estetiska arbeten och blida dikter.